# Beaupuy, Tarn-et-Garonne
Beaupuy là một xã của tỉnh Tarn-et-Garonne, thuộc vùng Occitanie, miền nam nước Pháp.